# Posztimpresszionizmus
A posztimpresszionizmus (poszt latin elöljáró, jelentése: valami után) az impresszionizmus után következő művészettörténeti periódus. Nem jelent egységes stílust, sokkal inkább azt a törekvést fogalmazza meg, hogy a festők eltávolodva az impresszionizmustól létrehozzák azt a művészetet, ami a XX. század művészetét előlegezi meg.

## Eredete
Először a neoimpresszionisták avagy pointillisták csoportja talált új elveket az 1880-as években. Georges Seurat, Paul Signac és társaik módszere, az optikai keverésen alapuló festésmód azonban túl időigényesnek és szinte kifejezéstelennek bizonyult.
Az 1880-as évek második felében már olyan művészek alkottak, mint Paul Gauguin, Paul Cézanne, Vincent van Gogh és Henri de Toulouse-Lautrec.
Kezdetben ők is impresszionisták voltak, de eltávolodtak az irányzattól, és megalkották azt a művészetet, ami a 20. századi festészetet nagyban befolyásolta. Az impresszionizmusra kétféleképpen reagáltak: az első Cézanne festészetében érvényesült, s konstruktívabb, racionálisabb, a másik, mely van Goghra jellemző, az expresszionista kifejezésmódot helyezi előtérbe.
Mellettük azonban nem elhanyagolhatók a szintetista, szimbolista és cloisonista törekvések, melyeknek Gauguin adott hangot először a Pont Aven-i Iskolával majd a Nabis-csoporttal.

## Paul Cézanne

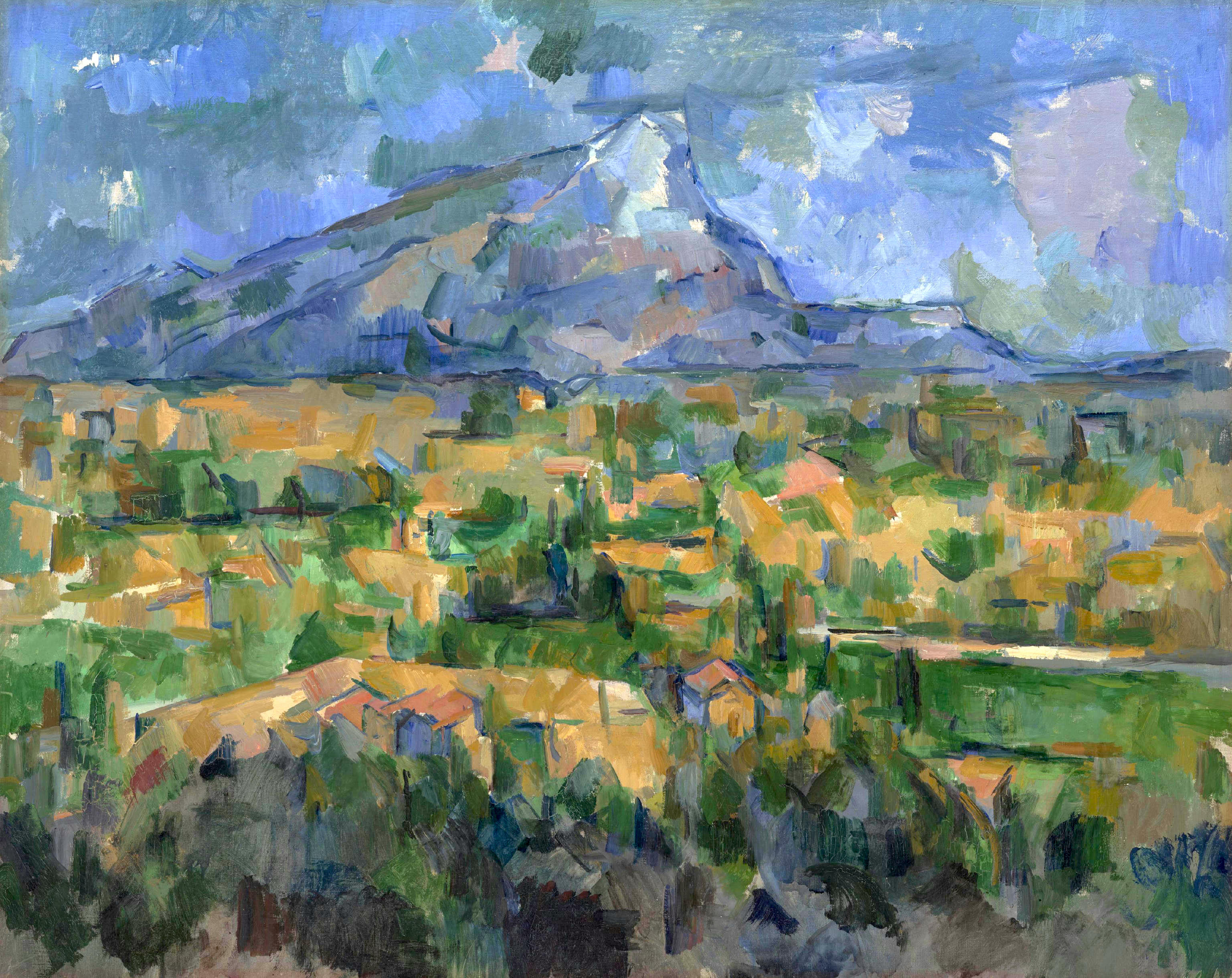
Cézanne: Mont Saint-Victorie, 1904-1906

Az impresszionistákkal ellentétben, akik a tárgyat és a teret „lerombolták”, és alárendelték őket a festék és színfoltoknak, Cézanne hosszú kísérletezés után kialakította az egyensúly, a stabilitás és a geometrikus valóság festészetét. Egész nemzedékek tanulták azt a művész képeiről, hogy geometria nemcsak az arány megjelölésére, hanem a tárgyak ábrázolására is alkalmas. Azután azt is megértették, hogy Paul Cézanne képeinek a rendje nem olyan, mint a természeté, s hogy a festő csak olyan formákat és olyan rendet teremt, amelyek gondolatai között élnek. Szerinte a kép a festő lelkének rendezői képességét mutatja meg. Ezzel Cézanne megalkotta a modern esztétika alapjait, amely szerint a műalkotás új valóság, ami a természetben nem létezett addig, amíg a művész meg nem jelenítette.
Cézanne szerint a forma és a szín függ egymástól, és „csak ha a szín eléri teljes hangerejét, a forma is akkor teljesedik ki igazán.” A festő képein a szín arányától függ a formák térfogata és szilárdsága is. Hogy kiegészítse a konstrukciós igényét, a festő a tárgyakat mértani alakzatokra, kockára, gömbre és hengerre bontotta fel, és elég nagyra festette őket ahhoz, hogy a szín megkapja a maga teljes hangerejét, viszont elég kicsire ahhoz, hogy az építményben levő téglához vagy kőtömbhöz hasonlóan fejezze ki a formák teljességét és szilárdságát.

## Paul Gauguin és köre

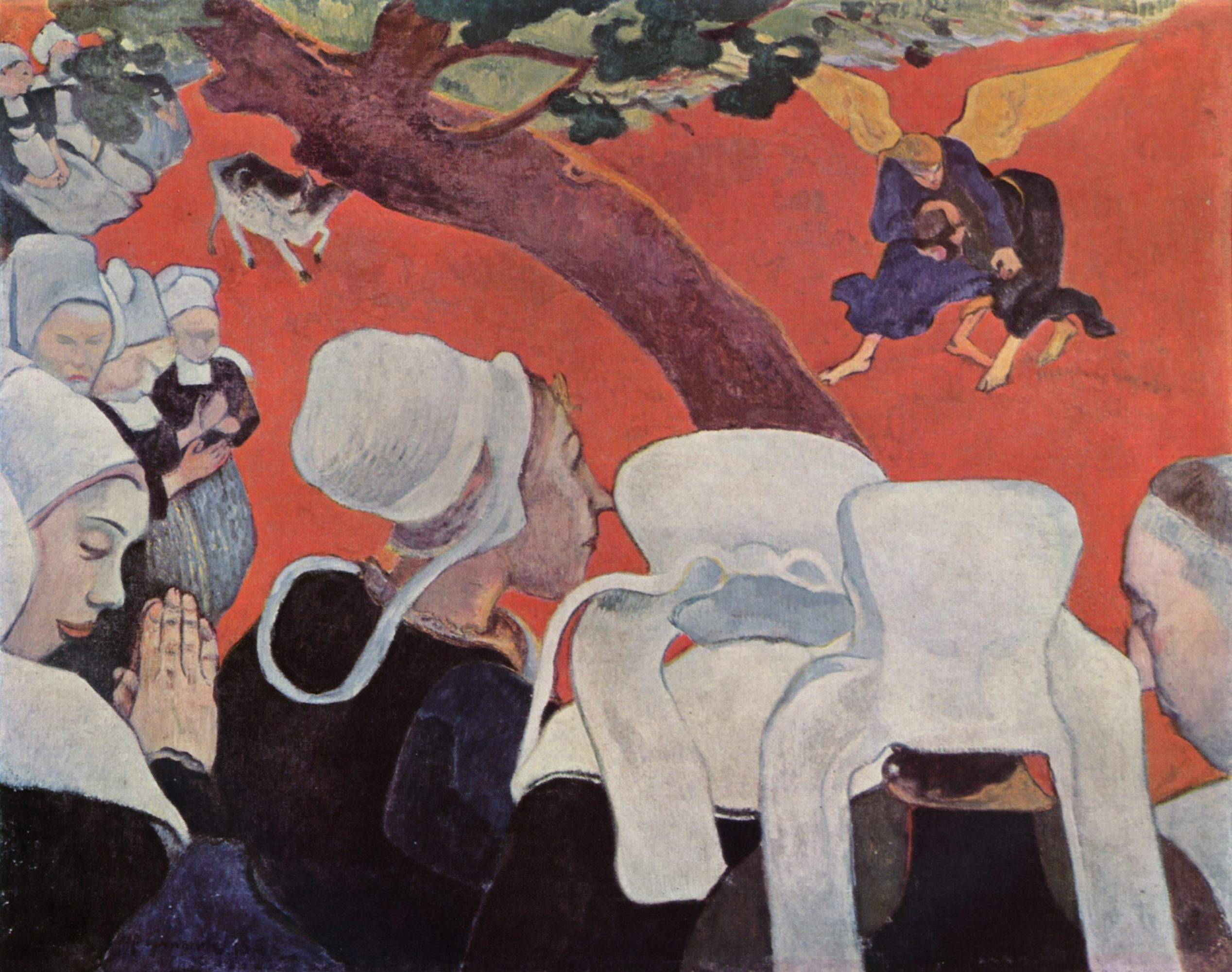
Gauguin: Vízió mise után. Jákob harca az angyallal, 1888

Paul Gauguin francia festő azt vetette az impresszionisták szemére, hogy képeikből hiányzik a gondolat és a képzelőerő. Először a bretagne-i Pont-Avenban, majd a polinéz-szigeteken arra jutott, hogy a szín és a vonal önálló kifejezőeszköz. Az általa teremtett festészetmódot Gauguin elnevezte szintetizmusnak. Fő kifejezőeszköze a szín, ebben találja meg a titokzatos és rejtélyes belső erőt, amely alkotásra készteti. Képein nem a szín írja le a tárgyat, mert nincs se tónusa, se fénye, sem árnyéka. Az egymás mellé nagy felületben felrakott tiszta színek különféle viszonyokat és harmóniákat hoznak létre.
A Pont-aveniek Gauguin első tahiti útjával feloszlottak. Gauguin hatására jött létre a Nabis-csoport. Az elnevezés héberül prófétát jelent; a festők idealista, szimbolikus és transzcendens eszményeik ellenére közel voltak a katolicizmushoz. Ismertebb tagjai Pierre Bonnard, Édouard Vuillard, Rippl-Rónai József és Aristide Maillol voltak. A Revue Blanche c. folyóirat körül gyülekeztek. Céljuk új festészet és új iparművészet létrehozása volt, visszanyúltak a trecento festők és a japán fametszetek eredményeihez. Az alkotók az 1890-es években megváltoztatták törekvéseiket (Maillol például szobrász lett festő helyett). Érdemük a francia szecesszió kialakítása.

## Vincent van Gogh

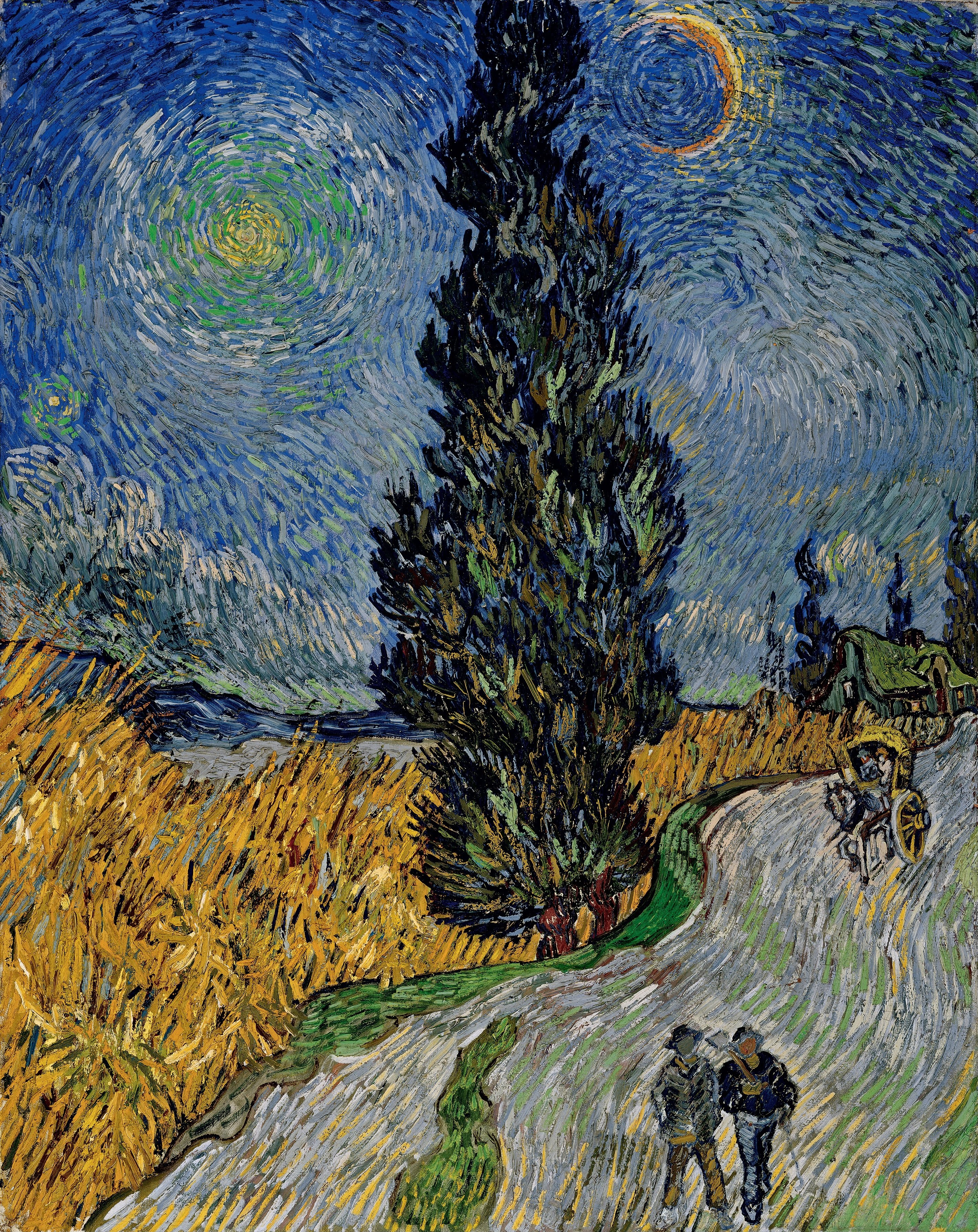
Van Gogh: Falusi út Provence-ban, éjjel

Vincent van Gogh holland festő kezdetben a parasztok és bányászok életét festette meg, sötét, barnászöld árnyalatokkal. Párizsban volt egy rövid impresszionista korszaka, majd palettája világosabbra váltott, ő pedig felhagyott a szociális témákkal, és elutazott Arles-ba. Itt a kék és a sárga variálása révén fejezte ki mondanivalóját. Ez a két intenzív szín az ő képein ugyanazt tölti be mint a bizánci művészetben az arany és kék. Nála a nap, a föld, az ég konkrét szimbólumai, de még inkább a belső ritmusok és vibrációk kifejezései. Ebben a szimbolizmusban még két szín, a vörös és a zöld is helyet kapott. Éjszakai kávéház című művéről ezt írta öccsének, Theónak Párizsba: „A helyiség vérvörös és sötétsárga, közepén zöld biliárd és négy citromsárga lámpa, mely narancssárgás, zöldes fényt vet. Mindenféle zöldek és vörösek harcolnak egymással: az apró alakokban, az üres, szomorú helyiségekben… Vörössel és zölddel próbáltam kifejezni a szenvedélyt.”
Az, hogy így vall a színekről, Van Goghot az expresszionizmus előhírnökévé teszi. Arles-ból elutazott St. Rémybe, ahol az expresszió ereje a visszafogottabb színvilágból áttevődik a dinamizmusba. Most már e gesztuson keresztül, jobban mint a színnel, ábrázol görcsös, és kicsavarodott formákat, zűrzavarokat és viharokat, melybe saját kínjait vetíti ki. A képek témái: ciprusok, olajfák és hegyek.
E három nagy egyéniséggel kezdődik a modern festészet. Cézanne művészete a kubizmust, a futurizmust, az absztrakt művészetet alapozza meg, Gauguin és Van Gogh az expresszionizmus nagy lehetőségeit, a színt villantotta fel a festők előtt, de mindhárman azt bizonyítják, hogy a kép művészi valóság, amely a természettel párhuzamosan, de függetlenül jelentkezik.